# Hassani Abdelkrim
Hassani Abdelkrim (în arabă حسنى عبد الكريم) este o comună din provincia El Oued, Algeria.
Populația comunei este de 22.755 de locuitori (2008).